# Asamblea Nacional de Afganistán
La Asamblea Nacional de Afganistán conocida también como el Parlamento de Afganistán (en pastún: ملی شورا Mlay Shura) fue el órgano legislativo de la República Islámica de Afganistán.
Se trató de un parlamento bicameral, la cámara alta fue la Cámara de los Ancianos (en pastún: مشرانوجرګه Meshrano Jirga) con 102 escaños y la cámara baja fue la Cámara del Pueblo (en pastún: ولسي جرګه Wolesi Jirga) con 250 escaños.
De acuerdo con el Capítulo V de la Constitución de Afganistán «la Asamblea Nacional de la República Islámica de Afganistán es, como el órgano legislativo supremo, la manifestación de la voluntad del pueblo del país y representa a toda la nación. Todos los miembros del Parlamento se encargarán del bienestar general y los intereses supremos de todos los pueblos de Afganistán».
Con ayuda de la India se construyó un nuevo edificio más grande para la Asamblea. La nueva sede fue inaugurada en 2015 por el primer ministro de la India Narendra Modi y el presidente afgano Ashraf Ghani. Se halla cerca del ya destruido Palacio Darul Aman.
Tras la llegada de los talibanes al poder, la Asamblea se disolvió de facto.

## Funciones
- Ratificación, modificación o anulación de leyes o decretos legislativos;
- Aprobación de programas de desarrollo social, cultural, económico y tecnológico;
- Aprobación del presupuesto estatal, así como autorización para obtener o conceder préstamos;
- Creación, modificación o anulación de unidades administrativas;
- Ratificación o anulación de tratados y acuerdos internacionales;
- Otros poderes previstos en la Constitución.[1][5]

## Cámaras constituyentes

### Cámara de los Ancianos
- 102 miembros (68 elegidos por 34 cónsules provinciales y 34 nominados por el presidente del país);
- mayores de 35 años;
- ciudadanos de Afganistán.

Los miembros de la Cámara de los Ancianos no pueden ser acusados ni juzgados por los crímenes contra la humanidad.

### Cámara del Pueblo
- 249 miembros (elegidos directamente por el pueblo);
- cada provincia cuenta con una representación proporcional a su población;
- cadencia de 5 años;
- mayores de 25 años;
- ciudadanos de Afganistán;
- pueden representar solo una provincia a la vez;
- registrados como votante;
- deben pagar una tasa de registración de 15 mil afganis;
- deben conseguir 500 firmas de apoyo con fotocopias de los DNI.

Los miembros de la Cámara de los Ancianos no pueden ser acusados ni juzgados por los crímenes contra la humanidad.

## Historia
El parlamento resultante de la Constitución de 2004 se inaugura el 19 de diciembre de 2005 (el primer parlamento desde hace treinta años). Los únicos funcionarios extranjeros presentes en la inauguración fueron una delegación del Parlamento Europeo encabezada por Jürgen Schröder y Anne McLauchlan y el vicepresidente de Estados Unidos Dick Cheney.

### Nueva sede

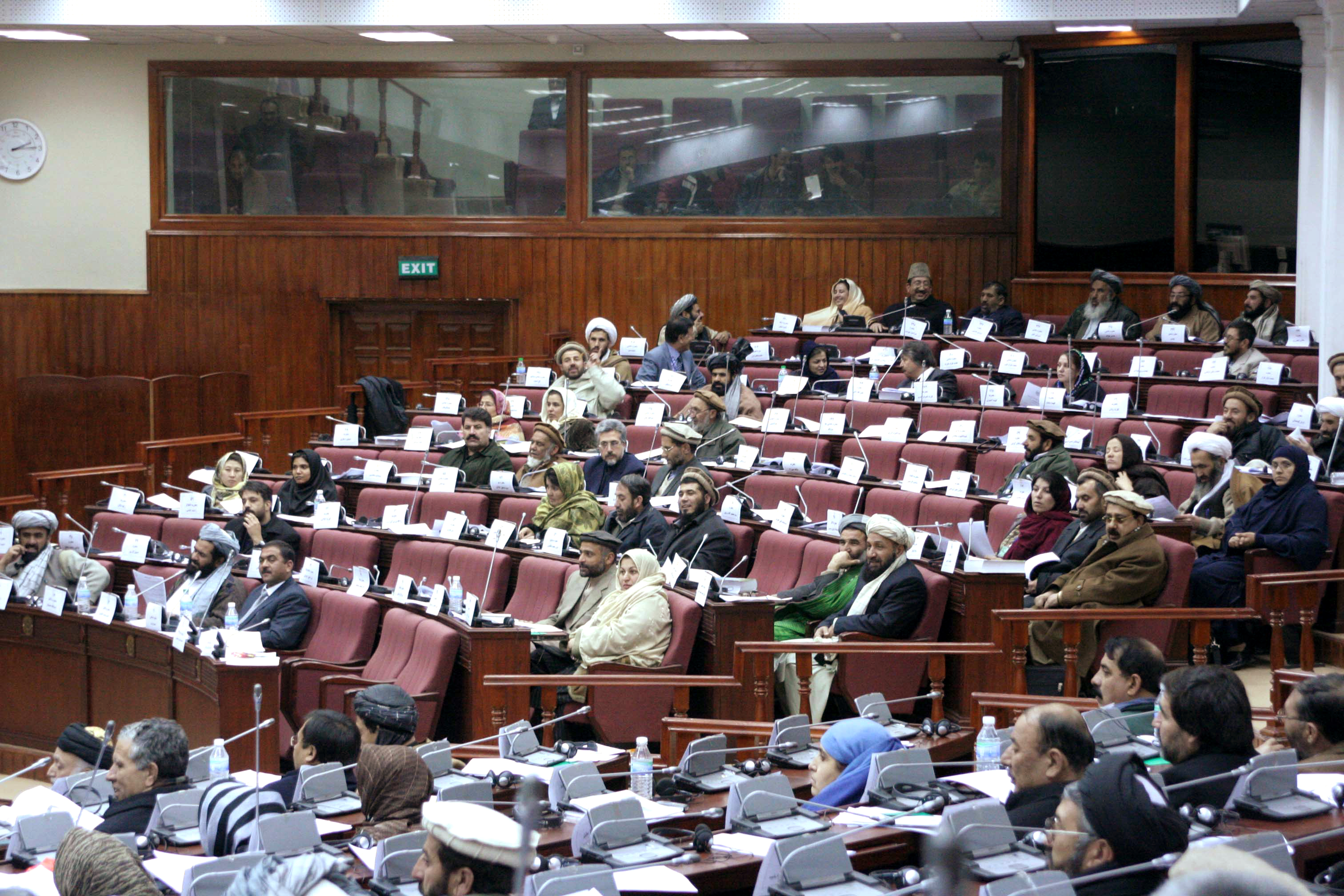
Dentro de la Cámara de los Ancianos en 2006.

La primera piedra del nuevo edificio del parlamento afgano fue puesta en agosto de 2005 por el último rey de Afganistán, Zahir Shah, en presencia de Hamid Karzai y Manmohan Singh. El Departamento Central de Obras Públicas de la India (CPWD) fue el consultor del proyecto y el contrato fue adjudicado a una empresa de infraestructura india en 2008. El nuevo edificio del Parlamento está situado en una parcela de 84 acres en las afueras de Kabul, en poca distancia al Palacio de Amanulá Khan y el Palacio de la Reina. Los trabajos de construcción del edificio debían ser terminados para el 2012, en 36 meses. El plazo, sin embargo, fue rechazado debido a condiciones laborales desafiantes, escasez de mano de obra calificada y poca seguridad de los obreros. Más de 500 trabajadores han estado trabajando en el edificio, la mayoría de ellos ciudadanos indios. La principal atracción del edificio es una cúpula de bronce de 32 metros de diámetro y 17,15 metros de altura, es considerada es la cúpula más grande de Asia. La cúpula grande cubrirá el pasillo de la asamblea y la pequeña bóveda con estar sobre el pasillo de la entrada. Frente al edificio, hay un cuerpo de agua con nueve fuentes en forma de cascada. Dentro del edificio, se ha instalado una fuente de 20 pies, hecha de mármol verde importado de la ciudad india de Udaipur.

### Ataques terroristas
En junio de 2015 el parlamento sufrió un atentado terrorista talibán durante el pleno en que se votaba el nombramiento del nuevo ministro de defensa, Masoum Stanekzai. Se trata de una explosión de un coche bomba en frente de la entrada de la sede de la Asamblea seguida por otras explosiones de los terroristas suicidas. Al menos 19 civiles resultaron heridos.